# Caldo de Lisogenia

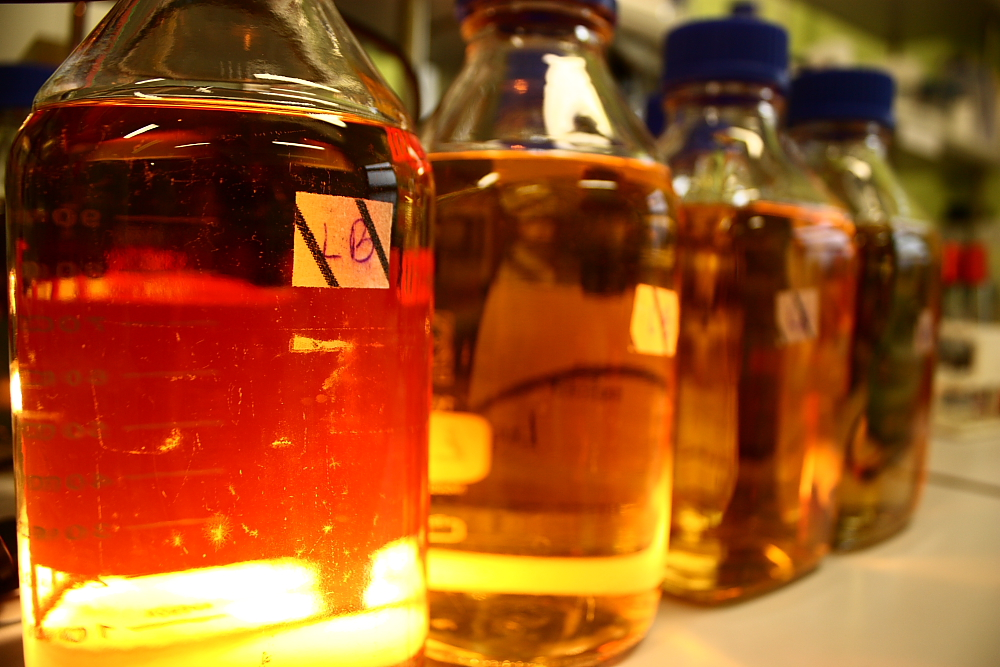

El caldo de Lisogenia o medio LB (por su acrónimo en inglés) es un medio enriquecido que se utiliza principalmente para el cultivo de bacterias. La abreviatura LB deriva de "Lysogeny Broth", de acuerdo con su creador Giuseppe Bertani; sin embargo, es común que dicho acrónimo sea interpretado erróneamente como caldo Luria, caldo Lennox, o medio Luria-Bertani. 

## Descripción
La fórmula de medio LB fue publicada en 1951, en el primer documento de Bertani sobre Lisogenia. En este artículo se describe el experimento de un solo estallido modificado ("modified single-burst experiment") y el aislamiento de los fagos P1, P2 y P3. Bertani había desarrollado el medio LB para optimizar el crecimiento de la bacteria Shigella y formar placas virales.
Distintas formulaciones de este medio han constituido un estándar industrial en el cultivo de Escherichia coli desde los años 50. Estos medios se han utilizado ampliamente para el cultivo de bacterias durante el trabajo con plásmidos y proteínas recombinantes. Sigue siendo uno de los medios más utilizados para cultivar y mantener cepas recombinantes de E. coli en laboratorio. Sin embargo, el medio LB se debe evitar en estudios fisiológicos, probablemente debido a efectos indeseados del uso de aminoácidos y péptidos como fuentes de carbono, y que disminuyen la reproducibilidad de estos estudios.
Existen varias fórmulas comunes del medio LB. A pesar de que son diferentes, comparten una composición similar de los ingredientes utilizados para promover el crecimiento, incluyendo las siguientes:
- Péptidos y peptonas de caseína
- Vitaminas (vitaminas del complejo B)
- Oligoelementos (por ejemplo, nitrógeno, magnesio, azufre,)
- Minerales

La triptona proporciona péptidos y peptonas (la triptona es una mezcla de péptidos formada por la digestión parcial de la caseína por la enzima tripsina). El extracto de levadura proporciona vitaminas y determinados oligoelementos. El cloruro de sodio proporciona los iones de sodio para el transporte y el equilibrio osmótico. La bacto-triptona se utiliza para proporcionar los aminoácidos esenciales para el crecimiento de las bacterias, mientras que el extracto de bacto-levadura se utiliza para proporcionar una gran cantidad de compuestos orgánicos útiles para el crecimiento bacteriano.
En su publicación original de 1951, Bertani usó 10 gramos de NaCl y 1 gramo de glucosa por 1L de solución. Luria en su "L broth" de 1957 copió exactamente la receta original de Bertani. Las recetas publicadas posteriormente en general eliminan la glucosa.

## Fórmula
La fórmula generalmente difiere en la cantidad de cloruro sódico, para así proveer de las condiciones osmóticas adecuadas para una cepa bacteriana concreta y unas condiciones de cultivo deseadas. Las fórmulas bajas en sal, de Lennox y Luria, son ideales para cultivos que requieren antibióticos sensibles a la sal.
LB-Miller (10 g/L NaCl)
LB-Lennox (5 g/L NaCl)
LB-Luria (0.5 g/L NaCl)

## Preparación
Método común para la preparación de un litro de LB:
- Pesar:
  - 10 g Triptona
  - 5 g Extracto de levadura
  - 10 g NaCl

- Disolver los sólidos en ~800 mL de agua destilada o desionizada..
- Añadir más agua destilada o desionizada, en una probeta graduada para asegurar la precisión, para hacer un total de 1 litro.
- Autoclave a 121 °C.
- Después de enfriar, agitar el frasco para asegurar la mezcla, y el medio LB está listo para su uso.[4]

## Ajuste del pH
Antes de la esterilización en autoclave, en algunos laboratorios se ajusta el pH del medio LB a 7,5 u 8 con hidróxido de sodio. Sin embargo, el hidróxido de sodio no proporciona ninguna capacidad de amortiguación de los medios, y esto se traduce en cambios rápidos en el pH durante el cultivo de las bacterias. Como resultado, algunos laboratorios ajustan el pH de LB con 5.10 mmol/L de Tris buffer, frecuentemente por dilución a partir de disoluciones de Tris 1 mol/L.